# 1959 год в истории изобразительного искусства СССР
1959 год был отмечен рядом событий, оставивших заметный след в истории советского изобразительного искусства.

## События
- Передвижная выставка произведений заслуженного деятеля искусств РСФСР, члена-корреспондента Академии художеств СССР Юрия Непринцева, к 50-летию со дня рождения художника, показана в Ленинграде, Москве, Свердловске, Горьком, Саратове.

- Выставка произведений заслуженного деятеля искусств РСФСР скульптора А. Т. Матвеева, к 80-летию со дня рождения и 60-летию творческой деятельности открылась в Москве в выставочном зале Дома художника[1].

- 28 апреля — Выставка произведений народных художников СССР М. В. Куприянова, П. Н. Крылова, Н. А. Соколова открылась в Москве в залах Академии художеств СССР[2].

- Выставка произведений Народного художника СССР Пименова Ю. И. открылась в Москве в залах Академии художеств СССР[3].

- В Калининграде на площади Калинина у железнодорожного вокзала открыт 10-метровый бронзовый памятник М. И. Калинину скульптора Б. В. Едунова.

- В Калинине открыт памятник великому русскому баснописцу И. А. Крылову. Авторы памятника скульпторы С. Шапошников и Д. Горлов, архитектор Н. Донских[4].

- В 1959/60 учебном году открылись вечерние отделения при ЛИЖСА имени И. Е. Репина в Ленинграде, Суриковском институте в Москве, художественных институтах в Киеве и Минске. Они стали готовить художников-профессионалов без отрыва от производства. В последующие годы такие отделения открылись при всех художественных вузах и училищах[5].

- Выставка произведений заслуженного деятеля искусств РСФСР Ярослава Николаева открылась в залах Ленинградского Союза советских художников[6].

- Выставка произведений ленинградского художника Петра Белоусова открылась в залах Вологодской картинной галереи.

- 20 июля — Выставка произведений Н. К. Рериха открылась в Москве в Государственной Третьяковской галерее, в 4-х залах которой экспонировалось 250 живописных произведений художника[7].

- Выставка произведений художника-пейзажиста, лауреата Сталинской премии Н. М. Ромадина открылась в Москве в залах Академии художеств СССР[8].

- Передвижная выставка произведений ленинградских художников открылась в Мурманске с участием Ирины Балдиной, Всеволода Баженова, Льва Богомольца, Николая Галахова, Алексея Еремина, Вячеслава Загонека, Михаила Канеева, Майи Копытцевой, Александра Коровякова, Гавриила Малыша, Евсея Моисеенко, Елены Скуинь, Виктора Тетерина, Юрия Тулина, Бориса Шаманова и других ленинградских художников.[9]

- «Выставка самодеятельных художников Ленинграда» открылась в залах Ленинградского Союза советских художников. Представлены произведения учащихся 22 изостудий, в том числе по разделу живописи — ДК имени Кирова С. М., ДК имени Газа И. И., ДК имени Ленина В. И. и других.[10]

- Золотыми медалями Академии художеств СССР за лучшие работы 1959 года были удостоены П. Мальцев (за диораму «Штурм Сапун-горы», установленной в Севастополе) и Н. Томский (за памятник адмиралу Нахимову в Севастополе). Серебряных медалей были удостоены художники Г. Епишин, Е. Кибрик, А. Мануйлов, В. Рындина[11].

## Родились
- 7 сентября — Ковальчук Андрей Николаевич, российский скульптор, Народный художник Российской Федерации, лауреат Государственной премии РФ, председатель правления Союза художников России.

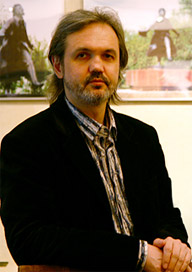
Андрей Ковальчук

## Скончались
- 26 мая — Кучумов Василий Никитич, русский советский живописец и график (род. в 1888).
- 3 ноября — Богородский Фёдор Семёнович, русский советский живописец, график и педагог, Заслуженный деятель искусств РСФСР, лауреат Сталинской премии (род. в 1895).
- 24 ноября — Эрьзя Степан Дмитриевич, российский советский скульптор (род. в 1876).
- 29 декабря — Кокорекин Алексей Алексеевич, русский советский график, Заслуженный деятель искусств Российской Федерации, лауреат двух Сталинских премий (род. в 1906).

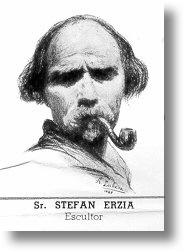
Степан Эрьзя